# Ruta Estatal de Nevada 400
La Ruta Estatal de Nevada 400, y abreviada SR 400 (en inglés: Nevada State Route 400) es una carretera estatal estadounidense ubicada en el estado de Nevada. La carretera inicia en el Sur desde la Kyle Hot Springs Road hacia el Norte en la I 80  , US 95   en Mill City. La carretera tiene una longitud de 26,7 km (16.582 mi).

## Mantenimiento
Al igual que las autopistas interestatales, y las rutas federales y el resto de carreteras estatales, la Ruta Estatal de Nevada 400 es administrada y mantenida por el Departamento de Transporte de Nevada por sus siglas en inglés Nevada DOT.